# حسن شهباز
حسن شهباز (۲۳ اسفند ۱۲۹۹ – ۱۷ اردیبهشت ۱۳۸۵)، نویسنده، مترجم و روزنامه‌نگار ایرانی بود.
وی در دوران زندگی خود بیش از سی اثر برجسته اروپایی و آمریکایی را به فارسی برگرداند و مقالات مختلفی در زمینه نقد ادبی منتشر کرد. وی معرفی کننده رمان‌های بزرگی چون «بر باد رفته»، «ربه کا»، «به کجا می‌روی» و «سرزمین بی‌حاصل» تی. اس. الیوت است. حسن شهباز در دوران مهاجرت از سال ۱۹۸۲ تا هنگام مرگ فصلنامه ره آورد را در لس آنجلس منتشر می‌کرد که به زعم اکثر ایران دوستان به روشن شدن نقاط تاریکی از ادب، هنر و سیاست ایران در دوران پهلوی، از راه انتشار خاطرات و گفتگوها و بسط تاریخ شفاهی انجامید.

## زندگی
وی در ۲۳ اسفندماه ۱۲۹۹ در شهرستان بابل در مازندران به دنیا آمد. پدرش حسین شهبازیان مازندرانی، زاده و بزرگ شده باکو بود که سال‌ها برای شرکت‌های روسی که در ایران کار می‌کردند، و به دلیل دانستن زبان روسی عالی، کارمند بانک استقراضی روس بود. پس از تعطیلی بانک در ۱۳۰۵ (۱۹۲۶) با خانواده خود به اصفهان کوچید. در ۱۳۰۷ (۱۹۲۸) شهباز در کالج استوارت مموریال ثبت نام کرد. در ۱۳۱۵ (۱۹۳۶) زمانی که پدرش به زندان در اراک محکوم شد، حسن و خانواده نیز به اراک کوچیدند که تا ۱۳۲۱ (۱۹۴۲) در آنجا زندگی کردند. در این مدت او در آنجا انگلیسی آموخت و از درسش را نزد محمد خزائلی که نابینا هم بود ادامه داد. در ۱۳۱۹ (۱۹۴۰)، دیپلم گرفت؛ و اندکی بعد به تهران آمد که دو سال بعد با بتول عبدالوهابی ازدواج کرد. از این ازدواج دو فرزند گیتی و فرامرز حاصل شد و در ۱۳۳۲ (۱۹۵۳) به طلاق انجامید.
از ۱۳۲۱ تا ۱۳۲۷ (۱۹۴۲–۱۹۴۸) وی دست به کار نوشتن مقالات فراوانی برای روزنامه‌ها و مجلات و ترجمه نخستین کتاب‌های خود شد. در همین اثنا برای شرکت‌های خارجی به عنوان مترجم و پیمانکار متحدین در ایران برای خرید مایحتاج ارتش انگلستان کار می‌کرد. در ۱۳۲۸ (۱۹۴۹) سردبیر نشریه سفارت پاکستان شد و یک سال بعد به مرکز خبری فرهنگی سفارت آمریکا در تهران پیوست که به همین سبب در ۱۳۲۹ (۱۹۵۰) در دانشگاه وِین دیترویت میشیگان به مطالعه برنامه سازی رادیو و تلویزیون مشغول شد. به محض بازگشت به ایران در بخش صدای آمریکای فارسی به کار مشغول شد. آشنایی و دوستی او با لطفعلی صورتگر، رئیس دانشکده ادبیات دانشگاه تهران به ثبت نام وی در این دانشکده انجامید و مدرک خود در زبان و ادبیات انگلیسی را در ۱۳۳۴ (۱۹۵۵) دریافت کرد.
از ۱۳۲۹ (۱۹۵۰) به موازات کار در سفارت آمریکا، او به ساخت برنامه‌ها در رادیو تهران نیز پرداخت. با رسیدن دوست نزدیک وی، نصرت‌الله معینیان به وزارت اطلاعات و جهانگردی، شهباز بیشتر درگیر رادیو تهران شد و با ساخت سری برنامه‌های مشهوری چون «با آثار جاویدان ادبیات جهان آشنا شوید» (که برای سال‌ها پخش می‌شد)، «داستان‌های زندگی ما»، «دکتر خوشقدم»، «قصه شب!» و «سخنی با مخاطبان!» به شهرت رسید.
در ۱۳۴۳ (۱۹۶۴) از کار خود در سفارت آمریکا استعفا داد تا تمام وقت به کار در رادیو تهران بپردازد و کمی بعد به سازمان تلویزیون ملی ایران، به مدیریت رضا قطبی منتقل شد. وی آنجا به عنوان نماینده سازمان تلویزیون ملی، در کنفرانس‌های متعدد اتحادیه رادیو تلویزیونی آسیا-اقیانوسیه (the Radio and Television Union of Asia and Australia)، از جمله کنفرانس‌هایی که در ۱۹۷۱ دهلی و ۱۹۷۲ مانیل شرکت کرد.
اندکی پس از انقلاب سال ۱۳۵۷، وی تن به مهاجرتی ناخواسته به آمریکا داد و نخست به واشینگتن رفت. سپس بنا بر دعوت نادر صالح، بنیانگذار جامعه ایرانیان مقیم آمریکا (Society of Iranian Residents of the USA) در ۱۳۶۰ (۱۹۸۱) به لس آنجلس آمد. به تشویق شهباز گروهی از متخصصان به زودی دست به کار ایجاد «جامعه دوستداران فرهنگ ایرانی» (Society of Friends of Persian Culture) شدند که متشکل از ابوالقاسم پرتو اعظم، حمید خواجه نصیر، عبدالله حکیم فر و غفور میرزایی بود و در پی شهباز را به عنوان رئیس برگزیدند. در ۱۳۶۱ (۱۹۸۲) شهباز با کمک گرفتن از هر دو انجمن، ره آورد را ایجاد نمود.
وی مدت ده سال در دانشگاه کالیفرنیا، لس آنجلس به تدریس ادبیات فارسی پرداخت. از جمله خدمات جنبی حسن شهباز، اجرای مراسم عقد با زبان سعدی و حافظ است و شرکت در مراسم سوگواری در مقام خطیب است. به پاس خدمات فرهنگی، درجه دکترای افتخاری از دانشگاه یویین در کالیفرنیا به او اهدا گردیده‌است.
در تمام این غربت نشینی، خانه وی محل گردهمایی بسیاری از شاعران، نویسندگان، موسیقیدانان و سیاستمداران بود. حافظه بی همتای او حاوی قطعات بیشماری از شعرهای کلاسیک و نو ایرانی بود و آشنایی خوبی نیز از موسیقی ایرانی داشت. وی در لس آنجلس در ۱۳۷۱ / ۱۹۹۲ با شعله شمسِ شهباز ازدواج کرد.

### اظهارات رادیویی راجع به جنگ ایران و یونان و احضار
در یکی از برنامه های  «با آثار جاویدان ادبیات جهان آشنا شوید» شهباز به یکی از جنگهای دوران باستان بین ایران و یونان اشاره میکند و میگوید که اگر ایرانیان در این جنگ پیروز میشدند چون همواره علمدار استبداد و دیکتاتوری بوده اند و یونان مهد دمکراسی بود برپایی دمکراسی امروزی پانصد سال به تاخیر میافتاد. پخش این گفته از رادیو ایران باعث جنجال میشود و شهباز را به ساواک احضار میکنند و در آنجا میگوید مطلب را عینا از کتاب تاریخی نقل کرده و از خود تولید نکرده بوده است.

## درگذشت
حسن شهباز پس از یک عمل جراحی در روز ۱۷ اردیبهشت ۱۳۸۵ در سن ۸۶ سالگی در شهر لس آنجلس درگذشت.

## نشریه «ره آورد»
از دیدگاه بسیاری از صاحبنظران، فصلنامه ره آورد بزرگترین دستاورد حسن شهباز است. حسن شهباز خود دربارهٔ این نشریه که نخستین شماره آن در ۱۳۰ صفحه در بهار ۱۳۶۱ (۱۹۸۲) منتشر شد می‌نویسد:
«در یک بامداد فروردین ۱۳۶۱ خورشیدی، هر کاری که در دست داشتم، کناری نهادم و به گردآوری و تنظیم و ترجمه و نگارش مطالب نخستین شماره ره آورد پرداختم. این تلاش من، قریب یک هفته به طول انجامید. روزی که اطمینان یافتم مندرجات شماره یک آماده است، هر چند می‌دانستم آنچه را که آماده ساخته‌ام، کمال مطلوب من نیست، با این حال به جمع یارانم پیوستم و در دیداری با حضور آن همه بزرگواران ایراندوست، طرح خود را در میان نهادم و از یک یک آنان مدد خواستم، و برای این که از پشتوانه معنوی آنان نیز برخوردار شوم، اعلام داشتم که ره آورد به عنوان «نشریه انجمن دوستداران فرهنگ ایران» منتشر خواهد شد. طرح من مورد تصویب قرار گرفت.» از همان ابتدا تصمیم بر آن شد که ره آورد از رخدادهای سیاسی روزانه برکنار بماند و تنها به مسائل اجتماعی، تاریخی و فرهنگی که درک بهتری از فرهنگ ایرانی بدست می‌دهد بپردازد.
این نشریه در عرض ۲۶ سال بیش از سه هزار مقاله به چاپ رساند که از آن میان می‌توان از بیش از ۵۰۰ خاطره یاد کرد و برای نمونه خاطرات افرادی چون جمشید آموزگار [شماره‌های ۳۲-۳۴، ۳۹ و ۴۲]، جعفر شریف‌امامی [شماره‌های ۳۶-۳۷]، مهدی بازرگان [شماره‌های ۳۶ و ۳۸]، فریدون جم [شماره‌های ۲۰-۶۰]، جعفر صانعی [شماره‌های ۷۴-۷۸]، علی رضایی [شماره  ۴۹] و حسن آدین فر [شماره‌های ۲۸-۶۹] مواد تازه ای برای بحث دربارهٔ جنبه‌های کمتر بررسی شده اقتصاد، جامعه‌شناسی و تاریخ سیاسی دوران پهلوی فراهم آورد.» شهباز خود بیش از ۳۰۰ مقاله در نشریه نوشت. شهباز تا شماره ۶۶ رسما سردبیر مجله بود و تا شماره ۷۴ در قید حیات بود. پس از درگذشت وی در ۱۳۸۵، به درخواست او، همسرش، «شعله شمسِ شهباز»، مدیریت و سپس سردبیری ره آورد را به دست گرفت.

شهباز خود دربارهٔ این نشریه می‌نویسد:
«ره آورد ارمغانی است به ایرانیان. پیشکش کوچکی است از سوی کسانی که به این بخش از جهان آمدند تا مشعل زبان و فرهنگ فارسی را در اینجا فروزان نگاه دارند.»

## دربارهٔ وی
ایرج پزشکزاد، نویسنده نامی طنز و خالق کتاب دایی جان ناپلئون دربارهٔ شهباز می‌گوید:
«لذت ما این بود که اولاً دوستی من و حسن شهباز به دلیل علاقهٔ مشترکمان خیلی ریشه‌دار شده بود و آن هم علاقه‌مان به «حافظ» بود. با [[ تورج فرازمند ]] مکرر این صحبت را کرده‌ام که یادم هست وقتی ما «حافظ» را می‌خواندیم و زیبایی کلام «حافظ» ما را مست می‌کرد معشوق یک نقش خیالی بود، در عالم خیال بود، ما او را نمی‌دیدیم، ولی آن جا وقتی حسن شهباز - که در این گنجینهٔ بزرگ ارزشمند مغز و حافظه‌اش چه میزان اشعار «حافظ» را داشت- حافظ را می‌خواند ما لذت مضاعف می‌بردیم برای این که خطابش هم معمولاً به خانم نازنینش شعله بود‎.»

## کتابشناسی
شهباز نثری ساده و شاعرانه را برای ترجمه نویسندگان رمانتیک اواخر سده ۱۸ و سده ۱۹ میلادی به خدمت گرفت و بسیاری از آثار ادبی اروپایی رابه عموم ایرانیان شناساند. در حالی که ترجمه‌های او از سوی خوانندگان جوان با استقبال فراوان روبرو شده بود، منتقدان چپگرا این آثار را بی‌توجه به بی عدالتی اجتماعی و تنها برای سرگرمی دانسته و از آنها انتقاد می‌کردند.
شهباز سال‌های زیادی را صرف ترجمه خلاصه‌هایی از از آثار ادبی مشهور جهان، شامل ادبیات یونان، چین، آمریکا، فرانسه، انگلستان و ایتالیا نمود. این خلاصه‌ها در کنار زندگینامه‌های شاعران و نویسندگان زیر نام «سیری در بزرگترین کتاب‌های جهان» در چهار جلد از ۱۳۵۳ (۱۹۷۴) تا ۱۳۶۰ (۱۹۸۱) به چاپ رسید. ترجمه او از «سرزمین بی‌حاصل» (The Waste Land) اثر تی. اس. الیوت توسط احسان یارشاطر به کمیته ای در دانشگاه کلمبی معرفی گردید و جایزه بهترین ترجمه اثری از نویسنده آمریکایی به زبانی در خاورمیانه و جایزه ادبی تورنتون وایلدر (Thornton Wilder Literary Award) را از آن خود ساخت.
- «سرگذشت»، از کتاب «Wormwood: A Drama of Paris» اثر رماری کورلی (Marie Corelli)  [ترجمه در ۱۳۳۱، تهران) [که در پاورقی روزنامه مهر ایران به چاپ رسید.]
- «ربه کا»، اثر دافنه دوموریه (ترجمه در ۱۳۳۰، تهران)
- «هوس‌های امپراتور»، از کتاب «به کجا می‌روی؛ روایتی از زمانه نرون» اثر هنریک سینکیه‌ویچ (در ۱۳۳۳ به صورت دنباله دار در روزنامه اطلاعات به چاپ رسید.] [بعدها با نام «به کجا می‌روی» تجدیدچاپ شد، تهران)
- «بر باد رفته» اثر مارگارت میچل (در دو جلد) (ترجمه در ۱۳۳۶–۱۳۳۷، تهران)
- بیست و نه داستان اپرا (۱۳۵۱، تهران)
- ۱۹ داستان: داستانهای کوتاه از نویسندگان آمریکا (۱۳۵۳، تهران)
- سیری در بزرگترین کتاب‌های جهان (در هفت جلد) (ترجمه در ۱۳۵۳–۱۳۶۰، تهران)
- گیتانجالی، اثر رابیندرانات تاگور (مجموعه ۱۰۳ شعر انگلیسی) (۱۳۵۷، تهران)
- سرزمین بی‌حاصل، اثر تی.اس. الیوت [۱۳۵۷، تهران)
- مروری بر زندگی‌نامه ولتر (۱۳۶۴، تهران)
- بالزاک (زندگی‌نامه) (۱۳۶۴، تهران)
- زندگی‌نامه گوته (۱۳۷۱، تهران)
- سخن‌های پراکنده (۱۳۸۵، لس آنجلس)
- راه بی پایان
- برگزیده‌های ادب گیت
- فاوست، اثر یوهان ولفگانگ گوته

او دو زندگی‌نامه نیز به نگارش درآورده است:
- غرور و مصیبت (۱۳۷۸، لس آنجلس) [که پیشتر به صورت دنباله دار در ره آورد به چاپ رسیده بود.]
- خاطره یک عشق (۱۳۸۳، لس آنجلس)

وی همچنین گزیده‌ای از شعرهای خود را با نام با گام‌های خسته در دشت‌های دور در ۱۳۸۷ در لوس آنجلس به چاپ رساند.